# Cara a cara con el cuervo
Cara a cara con el cuervo (Face the Raven) es el título del décimo episodio de la novena temporada de la serie británica de ciencia ficción Doctor Who, emitido el 21 de noviembre de 2015. Es la primera parte de un serial de tres episodios que continúa con Enviado del cielo y concluye con Huido del infierno, y que es el primer serial de tres episodios desde Utopía, El sonido de los tambores y El último de los Señores del Tiempo en 2007.

## Argumento
La TARDIS recibe la llamada de Rigsy (Joivan Wade) (Encefalograma plano) pidiendo ayuda porque se ha despertado en su casa con un tatuaje en la nuca que representa un número y que va cambiando contando hacia cero por minutos. El Doctor (Peter Capaldi) detecta que le han dado la droga retcon que le ha borrado los recuerdos de la noche anterior, por lo que algo debió sucederle entonces y, tras un análisis, el Doctor descubre que ese tatuaje está contando el tiempo de vida que le queda a Rigsy, por lo que deciden ayudarle a descubrir qué ha pasado para poder remediarlo. La investigación del Duodécimo Doctor, Clara Oswald (Jenna Coleman) y Rigsy les lleva hasta una calle de Londres que parece estar protegida con dispositivos antipercepción, los que evitan que nadie entre. La calle se conserva como en el siglo XIX y está llena de alienígenas de todas las razas del universo. Entre ellos encuentran a Ashildr (Maisie Williams) que parece ser quien los dirige y que habla de que ese sitio es un campo de refugiados. Ashildr afirma que Rigsy la noche anterior mató a una de las personas más queridas de la calle, y que por eso le condenó a muerte y no piensa quitarle el reloj, y cuando el contador llegue a cero, una criatura llamada Quantum Shade, que normalmente tiene el aspecto de un cuervo, ejecutará la sentencia. Sin embargo, ni ella ni nadie le vio cometer el crimen, solo le encontraron junto al cuerpo ya inerte. El Doctor y Clara deberán usar el poco tiempo que le queda a Rigsy antes de que el contador marque cero para encontrar el verdadero asesino y salvar a Rigsy.

### Continuidad
- Rigsy, que en Encefalograma plano era un joven grafitero problemático, en este episodio ha sentado la cabeza y está casado y tiene una hija.
- A Rigsy le han dado retcon, una droga que provoca amnesia y que apareció por primera vez en Torchwood, el spin-off de Doctor Who, donde el equipo lo usaba regularmente para borrar a la gente los recuerdos de sus encuentros con el equipo o con alienígenas.
- Entre los alienígenas de la calle se encuentran un Sontaran, un Judoon y un Ood que cuida de un Cyberman.[1]

## Emisión y recepción
El episodio tuvo una audiencia nocturna de 4,48 millones de espectadores en Reino Unido y un 19,9% de cuota. Recibió una puntuación de apreciación de 84.

### Recepción de la crítica
El episodio tuvo críticas generalmente positivas. Jim Shelly, para el Daily Mail, dijo que "Jenna Coleman no era Billie Piper, pero su episodio de despedida es uno de sus mejores". Patrick Mulkern para Radio Times fue más crítico, diciendo que el episodio fue "como mucho, vulgar. Es mayormente plano y nada envolvente". En el Independent, Jon Cooper alabó el programa, describiéndolo como "Una mezcla embriagadora de ciencia ficción, novela gótica de detectives y una montaña rusa emocional, no solo te deja sin aliento - te deja con ganas de más". El consenso de críticas de Rotten Tomatoes fue de un 85% con una media de 8,1 sobre 10, y dice: "Face the Raven proporciona la partida ya anticipada de un querido personaje de Doctor Who en una despedida realizada admirablemente tanto por Coleman como por Capaldi".